# Meland
Meland était une kommune de Norvège dans le comté de Hordaland.
Elle fait partie du comté de Vestland et la commune d'Alver depuis le 1er janvier 2020.